# Paramphiascopsis ekmani
Paramphiascopsis ekmani är en kräftdjursart som beskrevs av Lang 1965. Paramphiascopsis ekmani ingår i släktet Paramphiascopsis och familjen Diosaccidae. Inga underarter finns listade i Catalogue of Life.